# Кевін Горслі
Кевін Горслі (Хорслі) (англ. Kevin Horsley)  – південноафриканський науковець, професійний спікер, Міжнародний гросмейстер пам'яті, автор бестселерів та експерт з пам'яті, концентрації та прискореного навчання. Більше 25 років проводить аналіз розумових здатностей людини. Є медалістом світового чемпіонату з пам'яті та дворазовим рекордсменом із запам'ятовування матриці з 10 000 цифр числа «пі», так званого тесту пам'яті «Еверест».
Кевін - автор кількох книг, багато допомагає організаціям у вдосконаленні їхнього внутрішнього навчання, мотивації, творчості та мислення.

## Світовий рекорд
У 2013 році Кевін Горслі став рекордсменом із запам’ятовування, побивши минулі досягнення попередників з тесту пам'яті «The Everest». Зокрема, йому давали п'ять випадкових цифр з перших 10 000 цифр Пі, і він згадував п'ять цифр до та п'ять цифр після названого сегмента. Кевін безпомилково назвав ряди цифр 50 разів поспіль, витративши всього 17 хвилин 39 секунд.

## «Пам’ять без обмежень»
Кевін Горслі є автором популярної книги «Unlimited Memory: How to Use Advanced Learning Strategies to Learn Faster, Remember More and be More Productive» (укр. «Пам’ять без обмежень. Потужні стратегії запам’ятовування»), де він ділиться цінними порадами та ідеями щодо розвитку пам’яті, швидкого читання, методами аналізу та збереження в свідомості нових знань. Розповідає, як використовувати його стратегії пам'яті, щоб вчитися швидше, бути більш продуктивними і досягати більшого успіху. Кевін стверджує, що більшість людей ніколи не використовують більше ніж 10% свого потенціалу пам'яті. І якщо перейти цю межу, результати діяльності можуть стати неймовірними. Зокрема автор розповідає, які шкідливі звички не дають нам легко запам'ятати важливу інформацію, який простий спосіб мислення не дасть забути ключові факти, цифри та ідеї, та як звільнити себе від думки, що ви маєте «погану пам’ять». Також ділиться цікавими даними щодо довгострокової та короткострокової пам’яті, невидимою психічною технікою запам'ятовування імен, розкладає чітку ментальну карту, як зафіксувати та поєднати сотні або ж навіть тисячі ідей у єдину довгострокову пам'ять.
Українською мовою книга перекладена та опублікована видавництвом «Наш Формат» в 2019 році.

## Відгуки
```
«Здатність Кевіна активізувати людей для оптимізації свого потенціалу - це головна причина, чому ми використовуємо його в наших програмах. Його практичний та динамічний підхід до представлення інструментів пам’яті гарантує ефективне виконання навчальних програм»
[
6
]
, - 
Луїс Фурі
, засновник «Citadel»
```

```
«Його методи і стиль викладання були добре прийняті членами YPO, а також нашими дітьми, для яких він проводив спеціальну сесію. YPO Дубай рекомендує Кевіна та класифікує його як спікера світового класу»
[
6
]
, - Steve Venter, операційний менеджер 
Інституту технологічних стратегій та інновацій
```

```
«Кевін, я хотів би поділитися з вами тим, що іспити групи MDiv пройшли виключно добре, завдяки вашим методам пам'яті. 27 з 40 студентів пройшли отримали відзнаки за добре навчання, що є рекордним показником. Не менше 19 з цих студентів отримали оцінку понад 80%, а 8 - понад 90%. Але найкраще те, що багато хто з них все ще пам'ятають зміст навчального матеріалу, давно опісля закінчення іспитів!»
[
6
]
 - 
KAVIT HANDA
, 
Організація молодих президентів
, 
Дубай
```

## Переклад українською
- Кевін Горслі. Пам’ять без обмежень. Потужні стратегії запам’ятовування / пер. Оксана Кацанівська. — К.: Наш Формат, 2019.